# Yoruhashi
yoruhashi（よるはし）は、日本の漫画家。

## 来歴
2014年1月31日、Web漫画アプリcomicoにて『剣の王国』で漫画家デビュー、2019年2月1日に何らかの公言できない理由にてcomicoでの連載を終了する。その後、複数のWebコミック（2019年4月5日（同年5月号）より月刊コミックガーデン、同年4月11日よりマンガドア、同年5月5日よりMAGCOMI、同年6月3日よりpixivコミック）にて『はめつのおうこく』連載開始。同作は単行本第1巻が2019年10月10日に発売された。また『剣の王国』もマッグガーデンの管理のもと、再連載となった。2025年8月8日発売の『別冊少年マガジン』9月号より『眠れる森のレガ』の連載を開始。

## 人物
2020年までに7回の引越しを経験し現在の住所は埼玉県鴻巣市。また、日本将棋連盟から正式にアマチュア初段の段位を授与されている。

## 作品リスト
- 剣の王国（『comico』→『MAGCOMI』、『ピッコマ』2014年1月31日 - 2021年12月5日）
- 『はめつのおうこく』マッグガーデン〈BLADE COMICS〉既刊13巻（『月刊コミックガーデン』2019年5月号 - 連載中）
- 『国産少女クラリス』講談社〈シリウスKC〉既刊2巻（『少年マガジンエッジ』2023年1月号 - 11月号〈休刊〉→『コミックDAYS』）
- 眠れる森のレガ（『別冊少年マガジン』2025年9月号[5] - ）